# Теорема Фихтенгольца
Теорема Фихтенгольца — теорема об абсолютной непрерывности суперпозиции двух функций действительного переменного.

## Формулировка
Если функция {\displaystyle f(x)} абсолютно непрерывна на отрезке {\displaystyle [a,b]} и {\displaystyle F(y)} абсолютно непрерывна на отрезке, содержащем все значения {\displaystyle f(x)}, то для того, чтобы суперпозиция {\displaystyle F[f(x)]} была абсолютно непрерывна, необходимо и достаточно, чтобы она была функцией с ограниченной вариацией.

## Функция с ограниченной вариацией
Пусть функция {\displaystyle f(x)} определена и конечна на отрезке {\displaystyle [a,b]}. Разобъём отрезок на части точками {\displaystyle a=x_{0}<x_{1}<x_{2}<...<x_{n-1}<x_{n}=b}. Составим для данного разбиения сумму {\displaystyle V=\sum _{k=0}^{n-1}|f(x_{k+1})-f(x_{k})|}. Если точная верхняя грань множества таких сумм по всем возможным разбиениям конечна, то её называют полной вариацией функции {\displaystyle f(x)} на отрезке {\displaystyle [a,b]} и обозначают так: {\displaystyle \bigvee _{a}^{b}(f)=sup\sum _{k=0}^{n-1}|f(x_{k+1})-f(x_{k})|}, а функцию {\displaystyle f(x)} называют функций с ограниченной вариацией на этом отрезке.